# پارک دلفین (جزیره کیش)
پارک دلفین‌ها یا دلفیناریُم واقع در جزیرهٔ کیش اولین پارک دلفین در ایران است. این پارک با سرمایه‌گذاری آقای حسین ثابت، صاحب هتل بزرگ داریوش کیش، ساخته شده‌است و در سال ۱۳۹۳ به آقای سید عبدالرضا موسوی، مالک شرکت هواپیمایی زاگرس فروخته شد.

## پیشینه

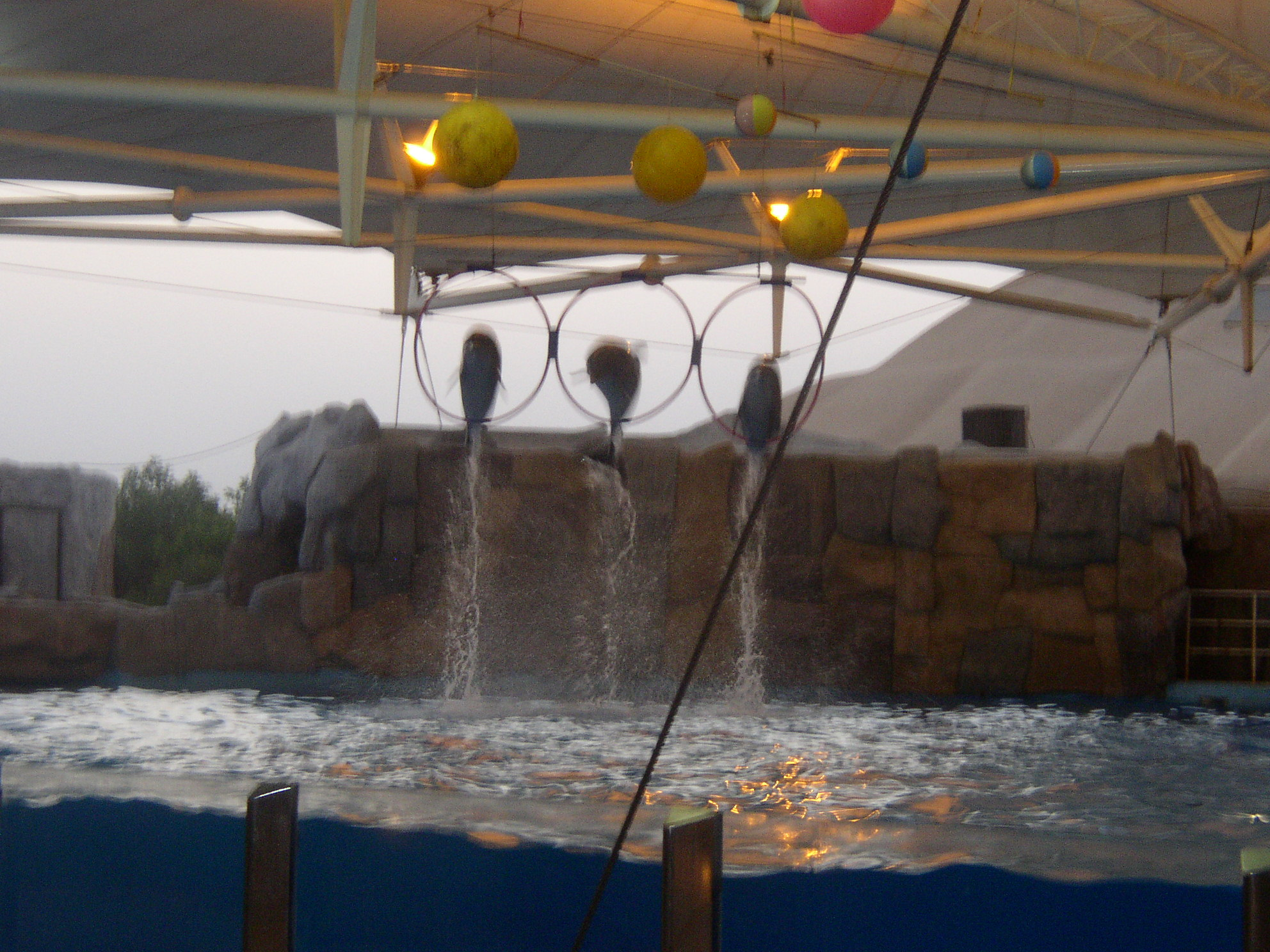
پارک دلفین جزیرهٔ کیش

در سال ۱۳۹۰ در جزیره کیش، پارک دلفین‌ها شروع به کار کرد که مورد توجه گردشگرانی که با  تور به کیش سفر کرده بودند مورد توجه قرار گرفت، مجموعهٔ عظیم تفریحی و توریستی با مساحت صد هکتار در جنوب شرقی جزیره کیش شامل فضای سبز با انواع مختلف گونه‌های گیاهی، باغ پرندگان و استخر دلفین‌ها است.
پارک دلفین‌های جزیره کیش با توسعه روزافزون، امروزه یکی از بزرگ‌ترین جاذبه‌های گردشگری کیش است. مجموعه ای شامل دلفیناریوُم یا پارک دلفین‌ها، باغ پرندگان، سالن آمفی تئاتر، سفره خانه سنتی و …

## گونه‌های جانوری مجموعه

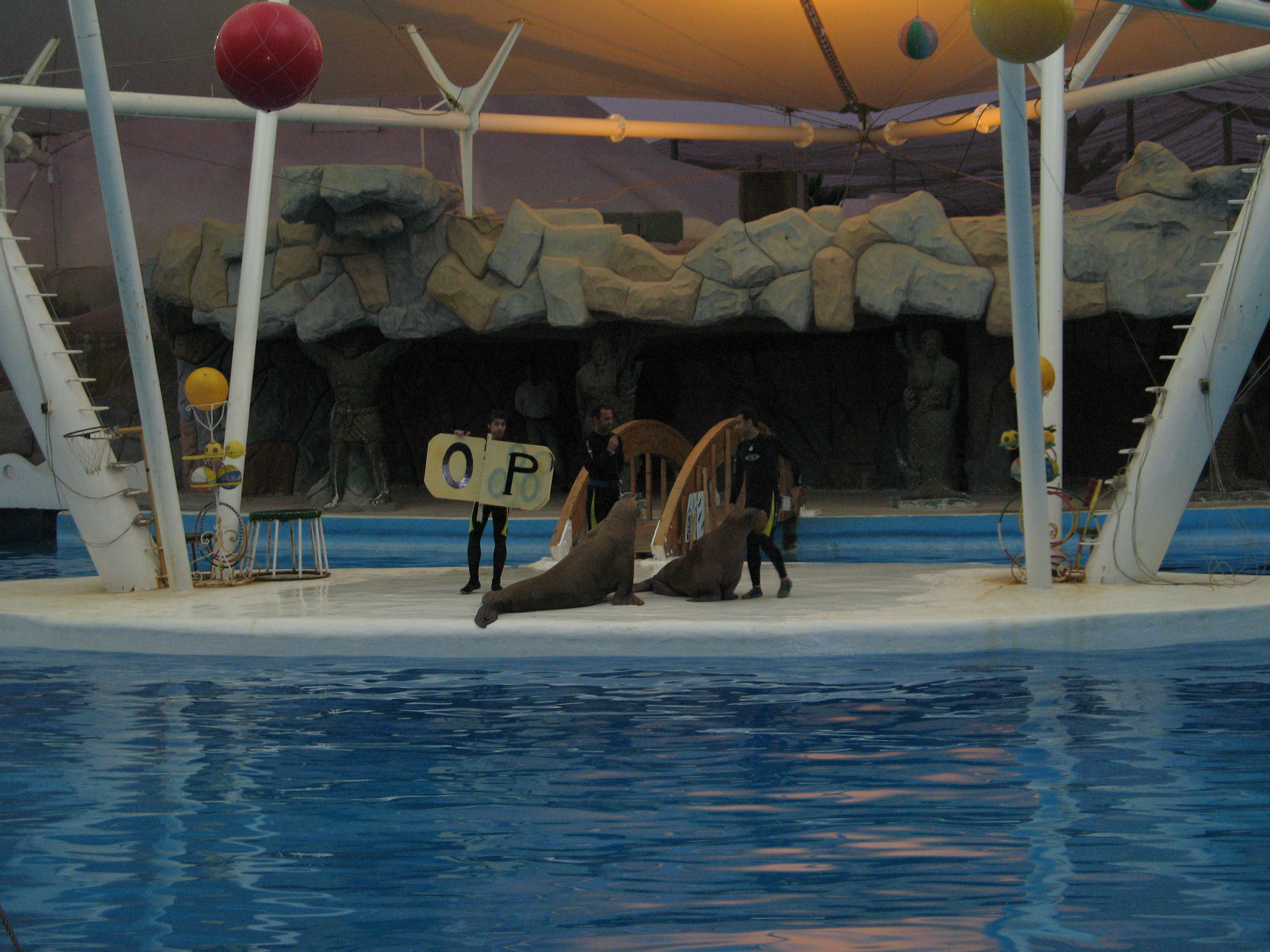
نمایی از پارک دلفین کیش

### آبزیان
در دلفیناریوم این مجموعه گونه‌های مختلفی از پستانداران دریایی مثل دلفین، شیر دریایی، گراز دریایی، گربه دریایی و پنگوئن نگهداری می‌شود. بازدیدکنندگان می‌توانند از حرکات جالب و هنر نمایی این حیوانات که توسط مربیان مجرب که آموزش دیده‌اند، لذت ببرند.

### باغ پرندگان
در باغ پرندگان این مجموعه بیش از ۵۰ گونه از پرندگان مختلف مانند پلیکان، شترمرغ، طوطی ماکائو، طاووس، انواع لک لک، توکان، موزخوار، قو و انواع دیگری از موجودات آبی مثل تمساح که از نقاط مختلف جهان گردآوری شده‌است نگهداری می‌شود و محیط مناسب ایجاد شده موجب تولید مثل و زندگی طبیعی این موجودات گردیده‌است.

## امکانات
این مجموعه دارای سالن‌های کنسرت و آمفی تئاتر و همچنین سرویس حمل و نقل (اتوبوس‌های قطاری) می‌باشد که بازدید کنندگان را به بخش‌های مختلف این مجموعه هدایت می‌کنند. همچنین فضای سبز پارک دلفین‌های جزیره کیش دارای یکصد گونه مختلف گیاهی و درختان مختلف مانند درخت لوز، درخت اکالیپتوس، و بیش از ۲۵ گونه کاکتوس‌های مختلف است.

## کلاسیک شو پارک دلفین
بعد از بازدید از باغ پرندگان و تونل خزندان و قبل از ورود به بخش دلفیناریوم، به جهت استراحت مهمان پارک دلفین، بخشی به نام کلاسیک شو در نظر گرفته شده است محوطه این بخش همانند محوطه سیرک است و انواع نمایش های جذاب با حیوانات برگزار می شود. همچنین کمدین ها به اجرا و ایفاء نقش می پردازند. این بخش حدود 45 دقیقه زمان می برد و سپس وارد بخش اصلی مجموعه دلفیناریوم خواهید شد.